# Peyrolles (Aude)
Peyrolles en idioma francés, Peiròlas en idioma occitano, es una pequeña localidad  y comuna francesa, situada en el departamento del Aude en la región de Languedoc-Roussillon.
A sus habitantes se les conoce por el gentilicio Peyrollais.

## Lugares de interés
Sendero de las tierras rojas.